# Globetes Show
Globetes Show, também conhecida como As Globetes, foi uma equipe amadora de futebol feminino criada na década de 1980 pela TV Globo.
Formada por suas modelos e atrizes, a equipe viajava o Brasil fazendo apresentações. Na edição de 8 de abril de 1988, a revista Placar apresentou uma pequena sessão dedicada a Isadora Ribeiro, a "escultural morena que aparece todos os domingos na abertura do fantástico", Globete há dois anos. "Com a bola nos pés, ela é uma negação completa. [...]ninguém vaia quando ela erra um passe ou perde um gol. [...] As Globetes se preocupam apenas em dar um autêntico show de beleza no gramado" A matéria informava ainda que a equipe cobrava 20.000 cruzados de cachê por partida. A mesma revista Placar, desta vez numa edição de 1984, informou que as "Globetes", que foram convidadas pela Presidência da República como uma das atrações da
3ª Feira de Agropecuária para inaugurar o campo de futebol da Granja do Torto, eram "ruins de bola, cruzaram com o Esporte Clube Radar uma vez e perderam de 12 x 0". De acordo com Salvini e Marchi Júnior (2013), por ser uma equipe formada por modelos, "era expressamente proibido que jogadoras federadas fizessem parte da equipe, pois, o futebol era menos importante do que a espetacularização dos corpos".
Entre as famosas que fizeram parte do elenco do time estão Renata Tinoco, Cininha de Paula, Íris Nacimento, Solange Couto, Mary Mallandro, Betty Castro, Adele Fátima, Monique Evans, dentre outras. O técnico da equipe era Paulo Novaes.